# Дымшиц, Залман Мовшевич
Залман Мовшевич Дымшиц (25 мая 1921, Яновичи Суражского района Витебской области, Белоруссия — 6 января 1990, Москва) — советский учёный-лингвист, переводчик с языка хинди.
Участник Великой Отечественной войны. С первого и до последнего дня войны провёл на фронте, войну закончил в Берлине. Затем поступил в Московский институт востоковедения, окончил в 1950 году. Доктор филологических наук, профессор. Преподавал в Московском институте востоковедения с 1951 по 1954 годы.
С 1954 года — доцент и профессор МГИМО МИД СССР. Автор работ в области лингвистики, учебных пособий, разделов в словарях. Переводчик с языка хинди на русский произведений индийских писателей.
Лауреат премии имени Джавахарлала Неру.

## Сочинения
- Учебник по языку хинди. — М., 1953—57 (соавтор — А. И. Гладышева).
- Карманный хинди-русский словарь. — М., 1958.
- Язык урду. — М., 1962.
- Очерк грамматики хинди. — Дели, 1966 (на языке хинди).
- Учебник языка хинди. — М.: Главная редакция восточной литературы издательства «Наука», 1969 (соавторы — О. Г. Ульциферов и В. И. Горюнов). — 720 с. — Тираж 4000 экз.
- Грамматика языка хинди. — М.: «Наука» 1986. — 374 с. — Тираж 2600 экз.
- Карманный русско-хинди словарь. — М.: «Русский язык», 1987. — 560 с. — Тираж 6350 экз.
- Грамматика языка урду. — «Восточная литература», 2001. — ISBN 5-02-018218-4.